# Maira Alexandra Rodríguez
Maira Alexandra Rodríguez Herrera (Maracay, Aragua, 24 de noviembre de 1991) es modelo, psicóloga, actriz, presentadora y reina de belleza venezolana, representó a Distrito Capital en el Miss Venezuela Mundo 2013 y a Amazonas en el Miss Venezuela 2014.

## Biografía y carrera
Maira es una joven modelo venezolana que nació en Maracay, una ciudad ubicada en el estado Aragua de Venezuela. Su Madre es Lidia Herrera, su padre Alexander Rodríguez y su hermano Christopher RodrÍguez. 
Es Licenciada en Relaciones Públicas y nadadora desde los 5 años de edad. Posee una amplia trayectoria en el mundo del modelaje, realizando revistas y campañas tanto en Venezuela como en otras naciones, tal es el caso de Panamá. Maira participó en el reality show Chica HTV en el año 2011 donde quedó entre las mejores 18 o 20 semifinalistas en el canal musical y de talento HTV y en el "Miss Aragua" donde quedó seleccionada entre las representantes de dicho estado rumbo al Miss Venezuela.

## Miss Venezuela 2014
Alexandra representó al estado Amazonas en el Miss Venezuela 2014 donde compitió con otras 24 candidatas de distintas zonas del país. Rodríguez obtuvo la banda de Miss Venezuela Tierra y por ende sería la representante de Venezuela en el Miss Tierra 2015, pero luego de que la Organización Miss Venezuela decidió no enviar a Stephanie de Zorzi al Miss Tierra 2014, Maira fue designada para representar al país en la 14.ª edición del Miss Tierra. En la gala interactiva previa a la noche final obtuvo la banda de "Miss Confianza".

## Miss Tierra
Como parte de sus responsabilidades como Miss Venezuela Tierra, Maira representaría a Venezuela en el Miss Tierra 2015, tomando en cuenta de que a pesar de ser "Miss Venezuela Tierra 2014" las candidatas de dicho país se eligen un año antes del concurso a representar; sin embargo debido a la destitución de Stephanie de Zorzi como representante del país al Miss Tierra 2014, Maira fue designada para concursar el mismo año que fue elegida siendo esta la primera vez tal suceso ocurre. 
El 10 de noviembre arriba a Manila, y ese mismo día durante la presentación a la prensa de las candidatas a Miss Tierra, Maira obtuvo medalla de plata en la conferencia de prensa.
Durante el certamen, Maira obtuvo 4 medallas de plata (Conferencia de Prensa, Competencia en Traje de Noche, Competencia de Traje Coctel y Competencia de Traje Nacional) y 1 medalla de bronce (Competencia Resort Wear), además de 3 premios especiales como lo son Miss "Fashion Show Beach Wear", Miss Glutamax y Miss Pontefino, siendo que este último fue obtenido por Alyz Henrich  en el 2013. Finalmente, en la noche final, Maira se posiciona como "Miss Agua" solo superada por Andrea Neu de Estados Unidos y la eventual ganadora Jamie Herrell de Filipinas.

## Carrera en TV
Maira Alexandra debutó como animadora en la "Temporada de la belleza" en el Mister Venezuela 2015. Para 2016 debutó como actriz en Entre tu amor y mi amor.

### Evento/Programa
| Año       | Evento/Programa                                  | Cadena             | Notas                                 |
| --------- | ------------------------------------------------ | ------------------ | ------------------------------------- |
| 2015      | Mister Venezuela 2015                            | Venevisión         | Animadora                             |
| 2015      | Más allá de la Belleza                           | Venevisión Plus    | Animadora                             |
| 2015      | Presentación a la prensa del Miss Venezuela 2015 | Venevisión         | Animadora                             |
| 2015 2019 | Miss Venezuela 2015 Miss Argentina 2019          | Venevisión Canal 9 | Participación en el Opening Animadora |

### Telenovela
| Año  | Título                  | Rol                     |
| ---- | ----------------------- | ----------------------- |
| 2016 | Entre tu amor y mi amor | Beatriz "Betty" Casares |

## Cronología
| Predecesora: Debora Menicucci      | Miss Amazonas 2014         | Sucesora: Andrea Rosales |
| Predecesora: Stephanie de Zorzi    | Miss Venezuela Tierra 2014 | Sucesora: Andrea Rosales |
| Predecesora: Punika Kulsoontornrut | Miss Agua 2014             | Sucesora: Brittany Payne |